# 연산자 이론
연산자 이론(作用素理論, operator theory) 또는 작용소 이론은 함수해석학의 한 분야로서, 함수 공간 위에서 정의되는 선형 작용소의 성질, 구조, 분류 및 응용을 연구하는 이론 체계이다. 이는 양자역학의 수학적 정초뿐만 아니라, 푸리에 해석, 편미분방정식, 조화해석, 무작위 행렬 이론 등과 깊이 연계되어 있다.

## 개요
작용소란 일반적으로 노름 공간이나 힐베르트 공간과 같은 바나흐 공간 상에서 정의된 선형 변환을 의미한다. 작용소 이론은 이러한 변환의 스펙트럼, 연속성, 수반 작용소, 축약 작용소, 유계성 등의 특성을 분석한다.
특히 힐베르트 공간 위의 유계 작용소 {\displaystyle T\colon {\mathcal {H}}\to {\mathcal {H}}}에 대하여 다음과 같은 구조적 분류가 가능하다.

## 작용소의 유형
- 자기수반 작용소（self-adjoint operator）：{\displaystyle T=T^{*}}를 만족하며, 양자역학에서 물리량을 기술
- 유니터리 작용소：{\displaystyle U^{*}U=UU^{*}=I}를 만족하며, 시간 진화 연산자로 사용
- 정규 작용소：{\displaystyle TT^{*}=T^{*}T}
- 콤팩트 작용소：무한 차원 공간에서도 작은 스펙트럼을 가지는 작용소
- 축약 작용소：{\displaystyle \|T\|\leq 1}을 만족하는 작용소

## 스펙트럼 이론
작용소 이론의 중심 주제 중 하나는 스펙트럼 이론이며, 이는 작용소 {\displaystyle T}에 대해 다음 집합을 정의한다.
{\displaystyle \sigma (T)=\{\lambda \in \mathbb {C} \mid (T-\lambda I){\text{가 가역이 아님}}\}}
이 스펙트럼은 수치 범위 및 정수해석학과 밀접한 관련을 가지며, 푸앵카레의 정리, 힐베르트-폴리야 추측 등에서 나타나는 자기수반 연산자 개념의 기반을 제공한다.

## 응용
- 양자역학: 관측가능량을 자기수반 작용소로 나타내며, 하이젠베르크 표현, 슈뢰딩거 표현의 수학적 핵심
- 편미분방정식: 그린 함수 및 반군 이론과 함께 작용소 이론 사용
- 무작위 행렬 이론: 고윳값 분포 분석에 필수
- 조화해석: 컨볼루션 연산자, 푸리에 변환 등을 작용소로 해석

## 작용소 대수
작용소 이론은 C*-대수, W*-대수 등의 작용소 대수 이론으로 확장되며, 이는 수리물리학, 비가환기하학, 양자정보이론의 핵심 구조를 형성한다.

## 대표 정리
- 분광 정리（Spectral theorem）：

```
 자기수반 작용소는 
측도이론
적 방법으로 
대각화
 가능
```

- 힐베르트-슈미트 정리: 콤팩트 자기수반 작용소는 직교기저로 분해됨
- 스톤-폰 노이만 정리: 정준교환관계를 만족하는 유일한 표현 존재

## 관련 어휘
- 자기수반 연산자
- 스펙트럼 이론
- 힐베르트 공간
- 선형 변환
- 콤팩트 작용소
- C*-대수
- 작용소 대수
- 하이젠베르크 표현
- 슈뢰딩거 방정식

## 참고 문헌
- John B. Conway (1990). 《A Course in Functional Analysis》. Springer.
- Reed, M. and Simon, B. (1972–1979). 《Methods of Modern Mathematical Physics, Vol. I–IV》. Academic Press.
- Riesz, F. and Sz.-Nagy, B. (1990). 《Functional Analysis》. Dover Publications.